# Etalon

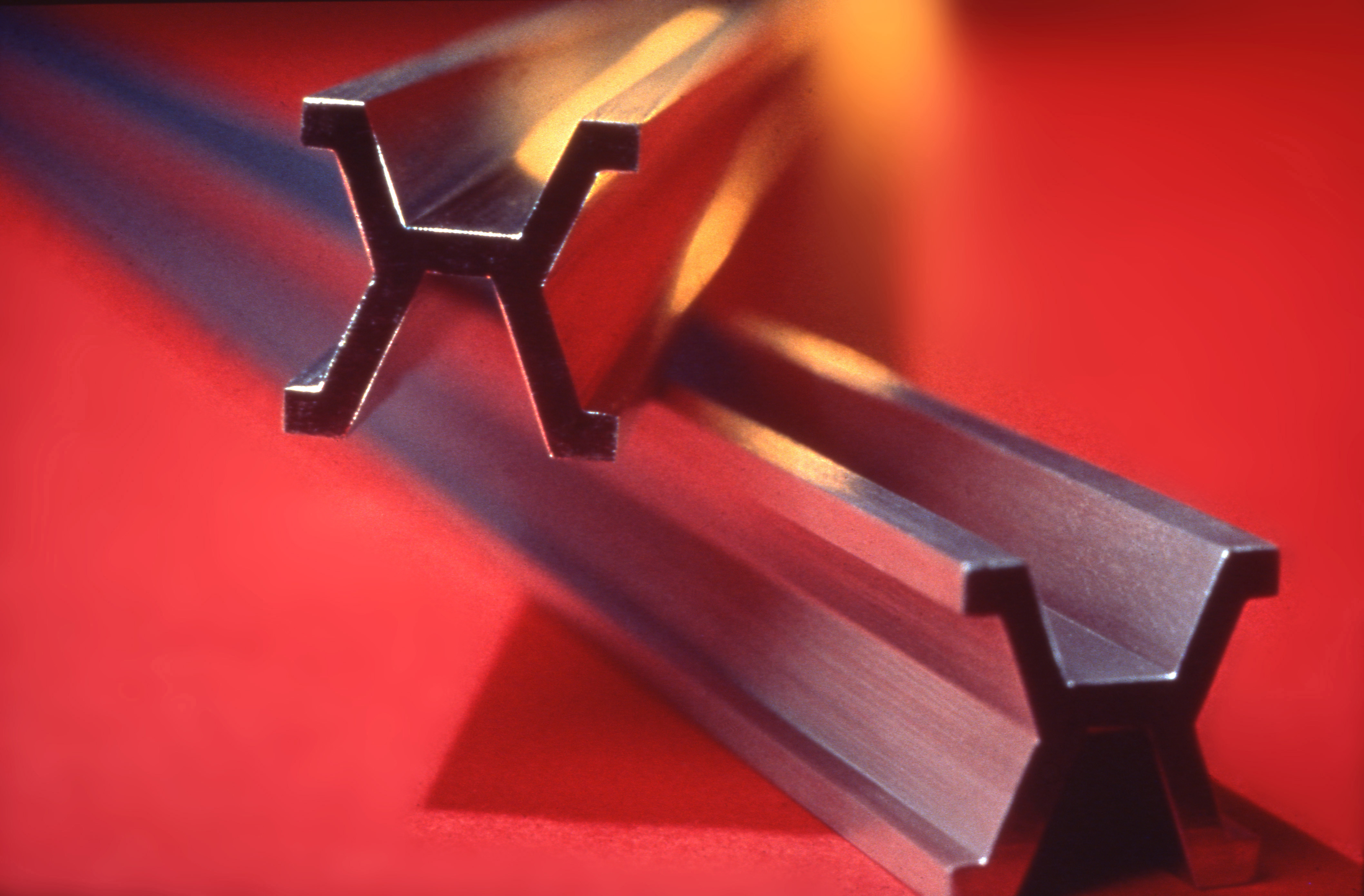
Historický platino-iridiový etalon délky (1 metr)

Etalon měřicí jednotky anebo stupnice určité veličiny je měřidlo či ztělesněná míra, sloužící k realizaci a uchovávání této jednotky nebo stupnice a k jejímu přenosu na měřidla nižší přesnosti. Uchováváním etalonu se rozumí všechny úkony potřebné k zachování metrologických charakteristik etalonu ve stanovených mezích.

## Dělení
- Primární etalony vykazují nejlepší metrologickou kvalitu a v některých případech dříve přímo realizovaly jednotku (např. metr 1889–1960, kilogram až do roku 2019).
- Sekundární etalony mají již nižší metrologickou kvalitu a slouží k přenosu návaznosti kalibrací.
- Státní etalony mají pro příslušný obor měření nejvyšší metrologickou kvalitu ve státě. V Česku je schvaluje Úřad pro technickou normalizaci, metrologii a státní zkušebnictví, který též stanoví způsob jejich tvorby, uchovávání a používání. Za tvorbu, rozvoj a udržování státních etalonů odpovídá stát, který tuto činnost zajišťuje podle tohoto zákona. Státní etalony uchovává Český metrologický institut nebo oprávněné subjekty pověřené Úřadem k této činnosti. Český metrologický institut koordinuje budování a rozvoj státních etalonů a jejich uchovávání. Státní etalony, pokud nerealizují jednotku přímo z definice, se navazují především na mezinárodní etalony uchovávané podle mezinárodních smluv nebo na státní etalony jiných států s odpovídající metrologickou úrovní.
- Hlavní etalony, referenční etalony či zastarale podnikové etalony, které tvoří základ návaznosti měřidel u subjektů a podléhají kalibraci. Kalibraci hlavních etalonů provádí na žádost uživatele Český metrologický institut, nebo (akreditovaná) střediska kalibrační služby. Lhůtu následující kalibrace hlavního etalonu stanoví uživatel tohoto hlavního etalonu podle metrologických a technických vlastností, způsobu a četnosti používání hlavního etalonu. Pracovní etalony pak slouží jako běžná reference při výrobě apod.